# Séran (rivière)
Pour les articles homonymes, voir Séran.
Le Séran est une rivière du Bugey, dans le département de l'Ain, dans la région Auvergne-Rhône-Alpes et un affluent du Rhône.

## Géographie
Il prend sa source à Jalinard, hameau de la commune du Petit-Abergement, à 1 090 m d'altitude  puis prend la direction sud. Il passe à Champagne-en-Valromey, Artemare et Ceyzérieu puis conflue dans le Vieux Rhône en passant par un siphon sous le Rhône canalisé, à Cressin-Rochefort, à 230 m d'altitude.
La longueur de son cours d'eau est de 41,8 km.

### Communes traversées

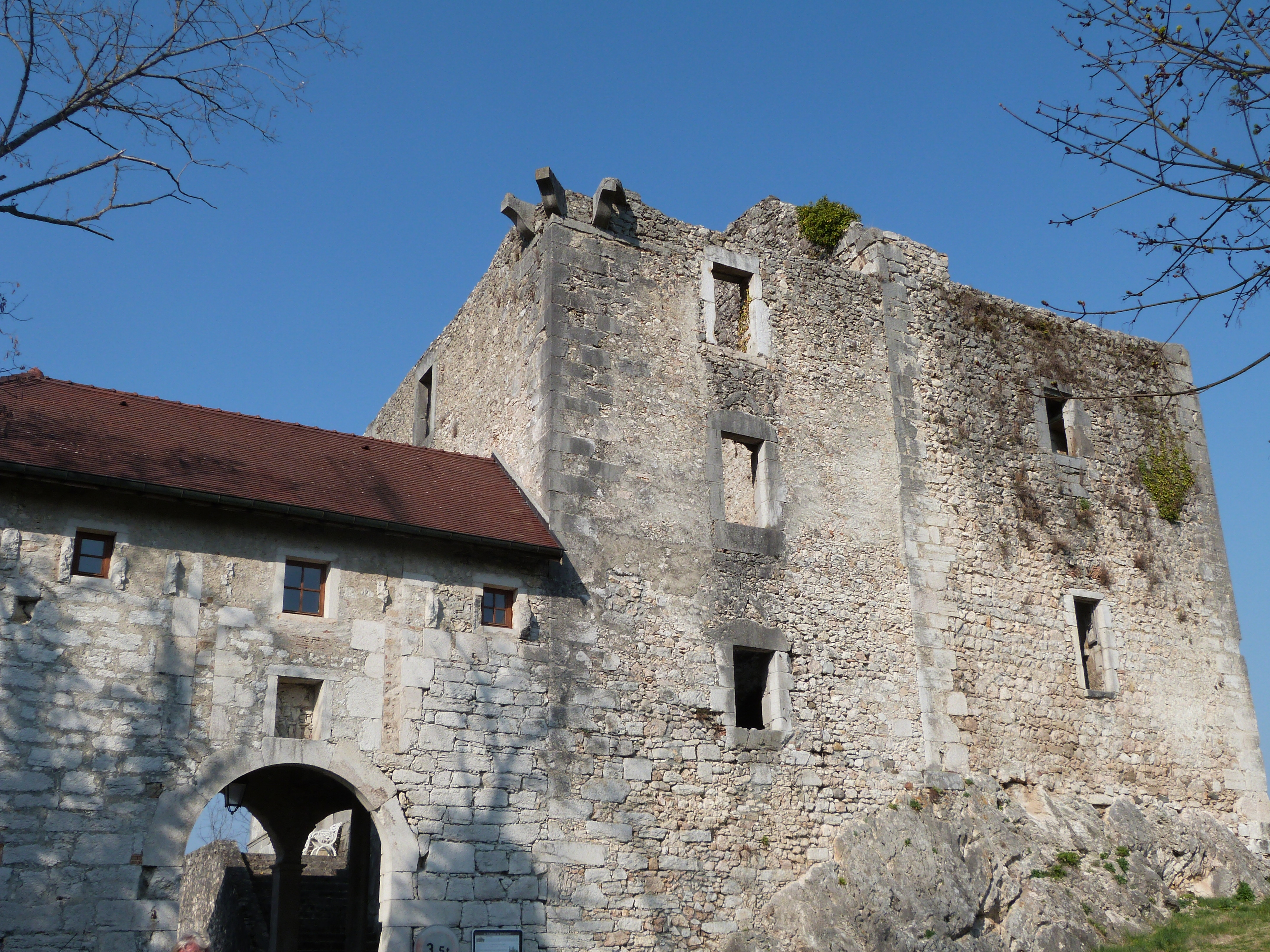
Le château de Rochefort-sur-Séran à Cressin-Rochefort.

Dans le seul département de l'Ain, le Séran traverse les dix-sept communes suivantes de Lompnieu, Songieu, Ruffieu, Le Petit-Abergement, Le Grand-Abergement, Hotonnes, Béon, Talissieu, Artemare, Belmont-Luthézieu, Vieu, Champagne-en-Valromey, Sutrieu, Ceyzérieu, Flaxieu, Pollieu, Cressin-Rochefort.

### Bassin versant
Le Séran traverse les quatre zones hydrographiques V140, V141, V142, V143 de 6 792 km2 de superficie. Le bassin versant spécifique du Séran est de 308 km2

### Organisme gestionnaire
Depuis 2009, le Séran est géré par le syndicat mixte du bassin versant du Séran, sis à Champagne-en-Valromey.

## Affluents
Le Séran a vingt tronçons affluents référencés :
- le Sébrier ;
- le bief de la Coux ;
- le bief de sous Ruffieux ;
- le Bief ;
- le Chevrier ;
- le Culé ;
- le Bief des Couis ;
- le Bief des braises ;
- le Bief de sous Pré Neuf ;
- le Sedon;
- la faverge ;
- le Bief de la Scierie ;
- le ruisseau de Muffieu ;
- le ruisseau Flon ;
- le Groin ;
- le Laval ;
- le ruisseau de l'Eau Morte ;
- le ruisseau des Rochers ;
- les Rousses ;
- le ruisseau de Sainte-Fontaine ;
- la dérivation de Belley.

## Hydrologie

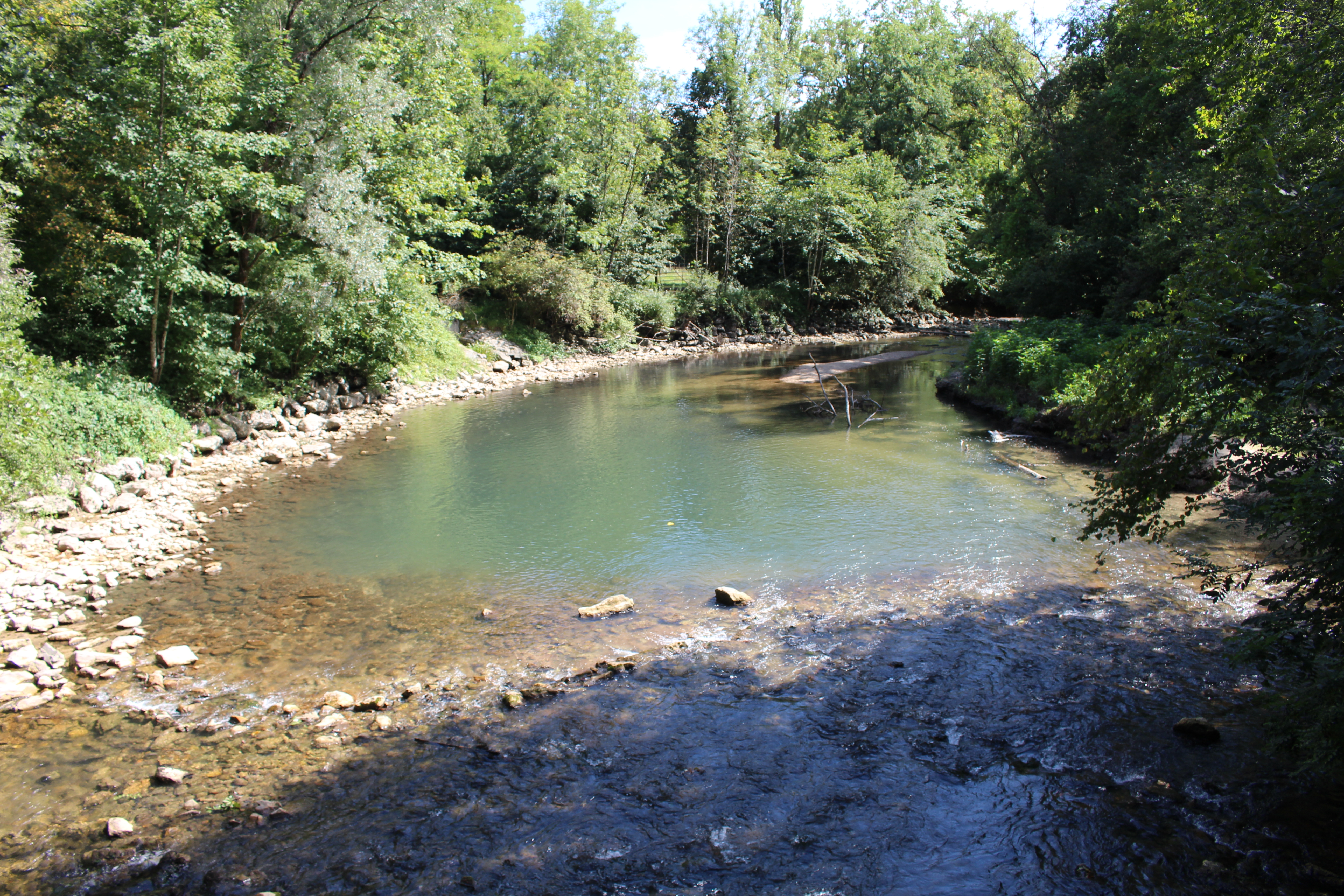
Le Séran près du marais de Lavours.

### Le Séran à Belmont-Luthézieu
Le Séran a une station hydrologique sur son cours : V1414010 le Séran à Belmont-Luthézieu (Bavosière) pour un bassin versant de 158 km2 et à 375 m d'altitude

## Aménagements et écologie
Le Séran a subi des perturbations hydrologiques, sur la partie basse de son cours, causées en premier lieu par l'aménagement hydroélectrique sur le Rhône (en 1982) et accentuées par des drainages agricoles (depuis 1988).